# Tok pisin
El tok pisin (tok significa "paraula" o "parla" i pisin és l'adaptació de pidgin, "llengua de contacte") és la llengua criolla parlada a Papua Nova Guinea i una de les seves llengües oficials. La parlen prop de quatre milions de persones com a segona llengua i més de cent mil com a llengua materna, fent que sigui la més usada del país. El tok pisin també era conegut com a pidgin anglès melanesi o neomelanesi. Tot i ser un pidgin en origen, el tok pisin és ara una llengua completa per dret i ha començat a desenvolupar de mica en mica una gramàtica més complexa i pròpia a mesura que s'ha anat nativitzant.

## Principals característiques gramaticals
La gramàtica del tok pisin té punts comuns amb altres gramàtiques de tipus pidgin i crioll, però presenta particularitats destacables.
En la majoria dels verbs, un sufix, -im, indica la transitivitat. Així, kamap (de l'anglès come up) significa «arribar, produir», mentre que kamapim (de l'anglès come up him') significa «crear, provocar, causar».
Quan s'anteposen, alguns adjectius presenten diferents significats. El sufix -pela (de l'anglès fellow): wanpela yangpela meri significa «una dona jove», però també: narapela bikpela haus, «un altre gran duel».
El temps verbal és indicat per partícules: bai (de by and by) per al futur, bin (de been) o també pinis (de finish) per al passat.
Els noms i adjectius no tenen forma en plural; les formes plurals són indicades pels pronoms o pel marcador de plural ol.
El sistema de pronoms indica la persona, el nombre, i en el cas del pronom nos, inclusió o exclusió. Per exemple, mentre que l'anglès només té you com a segona persona, tant per al singular («tu/vostè») com per al plural («vosaltres/vosaltres» o «vostès»), el tok pisin utilitza yu (tu/vostè), yutupela («vosaltres dos»), yutripela(«vosaltres tres») i yupela («vosaltres», més de tres persones). Així mateix, la tercera persona admet els següents matisos: em (ell/ella), tupela (ells dos), tripela (ells tres), ul (ells, quatre o més persones). Quant a la primera persona en plural (nosaltres), el tok pisin admet sis variacions: yumitupela (un de vosaltres i jo), yumitripela (dos de vosaltres i jo), yumipela (tots vosaltres i jo), mitupela (ell o ella i jo, però no tu), mitripela (ells dos i jo, però no tu) i mipela (tots ells i jo, però no tu).
|          | 1a pers. exclusiva         | 1a pers. inclusiva  | 2a pers.               | 3a pers.          |
| Singular | mi jo                      | --                  | yu tu                  | em ell, ella      |
| Dual     | mitupela jo i ell o ella y | yumitupela tu i jo  | yutupela vosaltres dos | tupela ells dos   |
| Plural   | mipela jo i ells           | yumi vosaltres i jo | yupela vosotres        | ol ells (o elles) |

El redoblament és freqüent, amb funcions diverses:
- indicar el plural: kainkain «diversos»;
- denotar un intensiu o iteratiu: toktok «discussió»;
- evitar una homonímia: sip/sipsip, etc.

Només té tres preposicions: wantaim, que significa «amb», bilong, per la possessió o el destinatari («de», «per»), i long, que serveix per a la resta de casos. Existeixen nombrosos constructes preposicionals derivats de les dues últimes: long namel bilong o namel long, antap long, ananit long, etc.

## Lèxic
El lèxic del tok pisin està compost en 5/6 parts d'anglès, la resta són termes de les llengües locals, i alguns d'origen portuguès i alemany.
Alguns exemples:
- bagarap, «caiguda» (de l'anglès bugger up);
- balus, «aeroplà» (d'un terme local);
- kisim, «rebre» (de l'anglès catch him, o kiss him);
- meri, «dona» (de l'anglès Mary);
- pikinini, «nen» (del portuguès pequeninho) - d'aquí, el príncep Carles de Gal·les és el nambawan pikinini bilong misis kwin,[2] és a dir, «el nen número u que pertany a la senyora reina»;
- rausim, «fer sortir» (de l'alemany raus + sufix -im);
- sapos, «pot» (de l'anglès suppose);
- save, «saber, preveure» (del portuguès saber).

L'ortografia és variable i les formes dialectals són importants, un mateix terme pot pronunciar-se i escriure de diverses formes diferents:
- «de»: bilong, blong, blo;
- «més tard»: bai, baimbai, baembae, etc.;
- «ajudar»: halivim, halvim, helvim, helpim, etc.